# Anna Weidel
Anna Weidel (* 25. Mai 1996 in Kufstein, Tirol, Österreich) ist eine deutsche Biathletin, die auch die österreichische Staatsbürgerschaft besitzt. Sie gehört seit 2016 dem Zoll-Ski-Team an.

## Karriere
Ihr internationales Debüt gab Anna Weidel bei den Juniorenweltmeisterschaften 2014 in Presque Isle, wo sie jeweils im Sprint und in der Verfolgung die Silbermedaille gewinnen konnte, im Einzelrennen wurde sie Sechste. Aufgrund ihrer Leistungen wurde sie bereits in den C-Nationalkader eingestuft. Ende 2014 debütierte Weidel in Obertilliach bei einem Sprintrennen im IBU-Cup und gewann als 31. sofort Punkte. Schon im zweiten Rennen verpasste sie in Duszniki-Zdrój als 12. eines Sprints nur knapp die Top-10-Ränge. Im zweiten Sprint an gleicher Stelle wurde sie 28ste. Während der 13. World Team Challenge auf Schalke konnte Anna Weidel an der Seite von Marco Groß den Juniorenwettbewerb für sich entscheiden. Bei den Juniorenweltmeisterschaften 2015 in Minsk-Raubitschy startete sie erstmals bei den Juniorinnen, konnte in den Einzeldisziplinen jedoch nicht an ihre Vorjahresergebnisse anknüpfen. Bestes Ergebnis war ein 19. Platz im Einzel. In der Staffel holte sie mit Marie Heinrich und Helene-Therese Hendel die Bronzemedaille hinter Frankreich und Russland.
Im selben Jahr gewann sie, diesmal zusammen mit Dominic Reiter, die German Team Challenge auf Schalke.
2016 war in Pokljuka bei den Junioreneuropameisterschaften ein zehnter Rang im Einzel die einzige Top-Ten-Platzierung.
Zur Saison 2016/17 gewann sie im IBU Junior Cup, der Wettkampfserie der Junioren, die Verfolgung in Hochfilzen und bei den Junioreneuropameisterschaften in Nové Město na Moravě den Titel im Einzel und wurde nach Rang 23 im Sprint noch Achte des Verfolgungsrennens. Bei den Juniorenweltmeisterschaften 2017 in Osrblie gewann Weidel hinter Megan Bankes und Julia Schwaiger die Bronzemedaille im Einzel, wurde 12. des Sprints und verpasste als Vierte der Verfolgung eine zweite Medaille, die sie dann mit Vanessa Voigt und Sophia Schneider mit Silber hinter Norwegen im Staffelrennen gewann. Zudem sicherte sich Weidel im IBU Junior Cup den Sieg in der Verfolgungs- und Einzelwertung und wurde Gesamtfünfte dieser Wettkampfserie. Aufgrund dieser starken Leistungen wurde Weidel Anfang März erneut im IBU-Cup in Kontiolahti eingesetzt. Auch hier zeigte sie starke Leistungen und wurde Vierte im Sprint. Das darauf folgende Verfolgungsrennen gewann sie vor Wiktorija Sliwko und Uljana Kaischewa und feierte damit ihren ersten IBU-Cup-Sieg.
Nach guten Ergebnissen in den ersten beiden Sprintrennen des IBU-Cups 2018/19 wurde sie für die ersten Weltcuprennen des Winters 2018/19 nominiert. In ihrem ersten Weltcuprennen, dem Einzelwettkampf über 15 km auf der Pokljuka, erreichte Weidel mit vier Schießfehlern und damit vier Strafminuten den 66. Platz. Dank fehlerfreiem Schießen erreichte sie tags drauf im Sprint mit Platz zehn gleich ihre erste Top-Ten-Platzierung. In der folgenden Verfolgung erreichte sie dann den elften Platz. Bei den folgenden Weltcups in Hochfilzen und Oberhof konnte sie nicht an diese Ergebnisse anknüpfen und bestritt bis zum Saisonende nur noch Rennen im zweitklassigen IBU-Cup. Dort erreichte sie neben einem zehnten Platz bei den Biathlon-Europameisterschaften 2019 in Minsk sowie einem Rennsieg beim Supersprint in Otepää nur Platzierungen außerhalb der Top 10.
Am 19. Januar 2022 gab der Deutsche Olympische Sportbund bekannt, dass Weidel für die Olympischen Winterspiele 2022 nominiert ist. Zuvor hatte sie im Biathlon-Weltcup 2021/22 eine Teilnorm erlangt. Bei den Olympischen Winterspielen 2022 kam sie nicht zum Einsatz. Mit dem 52. Platz im Gesamtweltcup und Platz zehn in der Einzelwertung war dies ihre erfolgreichste Weltcupsaison.

## Statistiken

### Weltcupplatzierungen
Die Tabelle zeigt alle Platzierungen (je nach Austragungsjahr einschließlich Olympische Spiele und Weltmeisterschaften).
- 1.–3. Platz: Anzahl der Podiumsplatzierungen
- Top 10: Anzahl der Platzierungen unter den ersten zehn (einschließlich Podium)
- Punkteränge: Anzahl der Platzierungen innerhalb der Punkteränge (einschließlich Podium und Top 10)
- Starts: Anzahl gelaufener Rennen in der jeweiligen Disziplin
- Staffel: inklusive Mixed- und Single-Mixed-Staffeln

| Platzierung                 | Einzel | Sprint | Verfolgung | Massenstart | Staffel | Gesamt |
| --------------------------- | ------ | ------ | ---------- | ----------- | ------- | ------ |
| 1. Platz                    |        |        |            |             |         |        |
| 2. Platz                    |        |        |            |             | 2       | 2      |
| 3. Platz                    |        |        |            |             |         |        |
| Top 10                      | 1      | 2      |            |             | 4       | 7      |
| Punkteränge                 | 4      | 8      | 7          | 2           | 4       | 25     |
| Starts                      | 8      | 19     | 12         | 2           | 4       | 45     |
| Stand: Saisonende 2022/2023 |        |        |            |             |         |        |